# 边水往事
《边水往事》（英語：Escape from the Trilateral Slopes）是优酷白夜剧场于2024年推出的悬疑网络剧，改编自中国大陆作家沈星星创作的同名纪实小说，该剧由曹保平监制，《开端》的导演算编剧并执导，郭麒麟与吳鎮宇领衔主演，尤勇智、王迅特别主演，齊溪、王玉雯、姜珮瑶友情主演。
优酷与咪咕视频于2024年8月16日同步开播。

## 剧情概要
三边坡是一个地处热带季风气候的地区，这里鱼龙混杂、贫富差距极大，刚刚步入社会、辗转各地打工维生的沈星意外流落此地，机缘巧合之下，沈星结识了在三边坡黑白两道通吃的和事佬猜叔。

## 演员阵容
- 郭麒麟 饰演 沈星，刚刚从学校毕业的社会菜鸟，本打算投靠在异国从事建筑工程的舅舅，不料舅舅突然失踪，他在还债寻舅的过程中被迫卷入地方势力的纷争。
- 吳鎮宇 饰演 猜叔，三边坡的“边水”话事人，为深山里的毒贩提供日常生活用品，与各方势力均保持友好的关系。
- 尤勇智 饰演 沈建東[4]，沈星的舅舅，在小磨弄从事建筑工程生意。
- 王迅 饰演 吳海山[4]，磨矿山唯一生存下来的外国矿场老板，也在西边宝石市场经营玉石生意。
- 齊溪 饰演 刘金翠[4]，金翠歌厅老板娘。
- 王玉雯 饰演 趙子櫻[4]，苏苏同母异父的妹妹。
- 姜珮瑶 饰演 苏苏[4]，纹身店老板。
- 江奇霖 饰演 但拓[6]，猜叔的副手。
- 蒋奇明 饰演 王安全[6]，西边宝石市场的消息通。后成为赌场叠码仔。
- 赵润南 饰演 郭立民[6]，沈星在沈建东工地认识的工友。
- 周政杰 饰演 兰波[6]，艾梭收养的孤儿，是艾梭手下负责管理麻牛镇治安的孤儿队队长。
- 甘昀宸 饰演 觉辛吞[6]，小磨弄的警察。沈星舅舅的好朋友。
- 宋家腾 饰演 岩白眉[6]，世纪赌坊老板。
- 辛浩江 饰演 毛攀[7]，陈会长的外甥，伐木场运输经理。
- 王海涛 饰演 细狗[7]，猜叔的妻舅。
- 王小木 饰演 昂吞[7]，在大曲林经营汽修厂的商贩，猜叔的洋酒供货商。
- 颜北 饰演 州槟[7]，陈会长伐木场的管理者。
- 魏伟 饰演 段四[7]，磨矿山海山矿场的监工，一直跟随吴海山打拼。
- 刘洋 饰演 坝子哥[7]，小磨弄的水果生意人，也从事私人借贷生意。
- 付博文 饰演 贾斯汀[7]，国际慈善组织支教志愿者。
- 董博睿 饰演 恰珀[7]，乌卡玛哈大禅师的秘书长，也是艾梭的生意伙伴。
- 钱磊 饰演 孙山[7]，在西边宝石市场赌石的游客。
- 钱洁 饰演 陈洁[7]，毛攀的母亲、陈会长的二姐，负责管理陈会长旗下的私募基金。
- 王柏霄 饰演 貌巴，但拓的亲弟弟，送货途中被昂吞杀害。
- 汤梦佳 饰演 小周，贾斯汀在国际慈善组织的同事。
- 彭皓鋒 饰演 龍玉蘭
- 周庆昀 饰演 西图昂，艾梭的私生子。
- 李晓川 饰演 艾梭[8]，三边坡麻牛镇治安官，从事贩牛生意。（友情出演）
- 刘陆 饰演 玛拉年[8]，艾梭的夫人。（友情出演）
- 赵君 饰演 陈昊[8]，象龙商会会长。（友情出演）
- 陳松伶 饰演 荣姐[8]，世纪赌坊赌客、传说中的“千禧年女赌神”，与杰森栗联合做局逼单。（友情客串）
- 尹子維 饰演 杰森栗[8]，收购世纪酒店的老板。（友情客串）

## 制作
剧中主要故事的发生地“三边坡”为架空设定，当地人见面、道别时所说的“瓦萨哩”等语言是该剧系统性创造的新语言——“勃磨语”，由云南学者岩温坎创作，也是中国大陆首次为剧集系统性创造一门新语言。

### 拍摄
2023年2月8日该剧宣布杀青。

## 分集列表
| 集數 | 標題           | 上線日期      | 时长   |
| ---- | -------------- | ------------- | ------ |
| 1    | 横祸           | 2024年8月16日 | 66分钟 |
| 2    | 边水           | 2024年8月16日 | 68分钟 |
| 3    | 开石           | 2024年8月16日 | 53分钟 |
| 4    | 傀儡戏         | 2024年8月16日 | 56分钟 |
| 5    | 鸽血红         | 2024年8月17日 | 57分钟 |
| 6    | 牛             | 2024年8月17日 | 50分钟 |
| 7    | 屠宰           | 2024年8月18日 | 50分钟 |
| 8    | 貘             | 2024年8月18日 | 52分钟 |
| 9    | 伐             | 2024年8月19日 | 53分钟 |
| 10   | 去留           | 2024年8月20日 | 57分钟 |
| 11   | 念念相续       | 2024年8月21日 | 49分钟 |
| 12   | 金翠歌厅       | 2024年8月22日 | 45分钟 |
| 13   | 叠码           | 2024年8月23日 | 52分钟 |
| 14   | 放飞鸽         | 2024年8月24日 | 48分钟 |
| 15   | 改命           | 2024年8月25日 | 53分钟 |
| 16   | 逼单           | 2024年8月28日 | 52分钟 |
| 17   | 是非曲直       | 2024年8月29日 | 51分钟 |
| 18   | 巧克力和粉笔灰 | 2024年9月1日  | 58分钟 |
| 19   | 不仅           | 2024年9月2日  | 57分钟 |
| 20   | 斗鱼           | 2024年9月3日  | 56分钟 |
| 21   | 逃离三边坡     | 2024年9月4日  | 61分钟 |

## 音乐
| 曲序 | 曲目                             |              | 作曲          | 编曲      | 製作人    | 演唱／表演             |
| ---- | -------------------------------- | ------------ | ------------- | --------- | --------- | ---------------------- |
| 1.   | Citizens Of The World（插曲）    | 李大胡子Sure | 李大胡子Sure  |           |           | 李大胡子Sure           |
| 2.   | Yoe Yar Ma Pyat Tae Myay（插曲） | Min Zaw      | Sai Saing Maw |           |           | Sai Saing Maw          |
| 3.   | 错错错（插曲）                   | 张海峰       | 六哲          |           |           | 六哲、陈娟儿           |
| 4.   | 但拓说（片尾曲）                 | 新鲜仔       | 新鲜仔        | MAJOR YAO | MAJOR YAO |                        |
| 5.   | 达班（片尾曲）                   | 新鲜仔       | 新鲜仔        | MAJOR YAO | MAJOR YAO | 新鲜仔、王翰林、马小濛 |
| 6.   | 条狗（片尾曲）                   | 新鲜仔       | 新鲜仔        | MAJOR YAO | MAJOR YAO | 蒋奇明                 |

## 奖项荣誉
| 年份   | 颁奖礼                   | 奖项             | 入围者                 | 结果 | 参考   |
| ------ | ------------------------ | ---------------- | ---------------------- | ---- | ------ |
| 2025年 | 第30届上海电视节白玉兰奖 | 最佳中国电视剧   | 《边水往事》           | 提名 | [ 13 ] |
| 2025年 | 第30届上海电视节白玉兰奖 | 最佳编剧（改编） | 牟芯岑（老算）、崔小雪 | 提名 | [ 13 ] |
| 2025年 | 第30届上海电视节白玉兰奖 | 最佳男配角       | 蒋奇明                 | 獲獎 | [ 13 ] |
| 2025年 | 第30届上海电视节白玉兰奖 | 最佳摄影         | 史成业                 | 提名 | [ 13 ] |